# Lac Île-à-la-Crosse
Le lac Île-à-la-Crosse est un lac situé au centre-nord de la Saskatchewan sur la rivière Churchill. Il a une forme de Y et a en ses rives la ville d'Île-à-la-Crosse, la deuxième plus vieille ville de la Saskatchewan. La rivière Churchill traverse le lac en entrant par le bras Aubichon au nord-ouest en recevant les eaux des lacs Churchill, Peter Pond et La Loche et s'écoule par le bras nord-est vers la baie d'Hudson via une série de lacs. Il reçoit aussi les eaux de la rivière Castor à l'est qui reçoit elle-même les eaux du lac La Plonge.

## Toponyme
Le toponyme a été approuvé par la province le 2 avril 1953. Le toponyme s'imposa assez tôt à l'arrivée des premiers voyageurs sur le lac. Selon les explications d'Émile Petitot le nom provient de la crosse, un sport pratiqué par de nombreuses nations amérindiennes. Selon Mgr Alexandre-Antonin Taché, les Cris y pratiquaient ce sport sur l'île en face du poste de traite. Selon Petitot, le nom cri su lac était Pimitch-Kamaw-Nipiy qui signifie « lac de l'eau en travers ». Le révérend E. A. Watkins mentionne dans son dictionnaire de la langue crie un nom et une signification différente, soit Saketawá (La bouche de la rivière).

## Postes de traite des fourrures

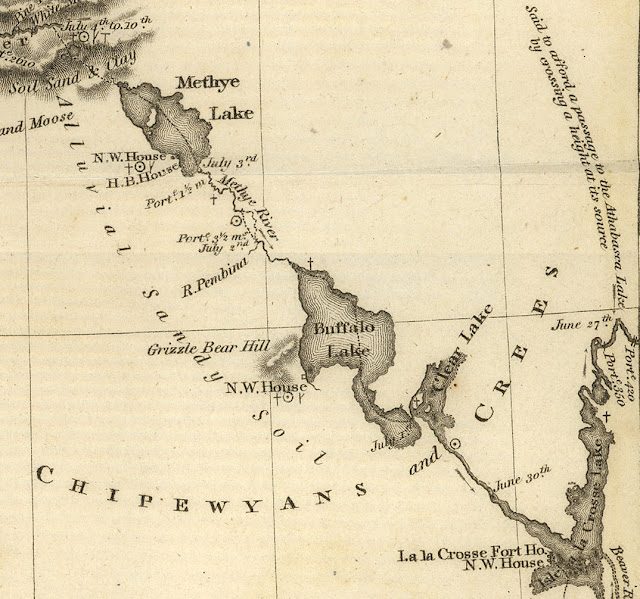
La carte de John Franklin de l'expédition Coppermine représentant la route de traite des fourrures entre le portage La Loche et Île-à-la-Crosse.

Étant donné la position stratégique du lac sur les routes des Voyageurs, le lac était un arrêt naturel. 

## Histoire
Dès 1779, la Compagnie de la Baie d'Hudson avait établi un poste de traite fortifié, le fort Île-à-la-Crosse. Les trappeurs qui organisèrent le trafic de peaux et le commerce de la fourrure avec la Compagnie de la baie d'Hudson, depuis ce poste de traite furent George Deschambeault, Alexandre Laliberté, les frères Baptiste Charlot Lafleur et Charles Pierre Lafleur. nombre d'entre eux étaient mariés à des Amérindiennes Dénés ou Cris, telles que MArie Grosse-Tête et Louise Vadney. Les couples canadiens-français et Amérindiens donnèrent naissance à une génération métisse et bilingue, parlant à la fois le français et les langues crie et déné.
Les trappeurs voyageaient régulièrement sur de grands canoés entre différents postes de traite, notamment les plus proches, tels que Portage La Loche, Détroit-du-Bœuf.
En 1846, le père Alexandre-Antonin Taché, évêque de Saint-Boniface, fonde une mission catholique.
Les Amérindiens de la Nation des Cris nomment ce lieu "Sakittawak" (l'endroit où la rivière s'écoule).  
En 1867, Louis Primeau (en) au service de la compagnie de la Baie d'Hudson, a passé sur la rivière Castor et a donc probablement passé par le lac. Il a ouvert un poste de traite sur le lac en 1776 pour le compte de Thomas Frobisher de Montréal.
Peter Pond et Thomas Frobisher y ont aussi hiverné en 1776-77. Vers 1786, l'explorateur écossais Alexander Mackenzie a concurrencé sur le lac Patrick Small de la compagnie du Nord-Ouest. William McGillivray a servi de clerc en 1787. Il y a trois compagnies de traite indépendantes sur les lacs entre 1782 et 1785. En 1789, elles ont toutes été consolidé dans la compagnie du Nord-Ouest. En 1790, Île-à-la-Crosse devint le siège social du département de la rivière Churchill pour la compagnie. En 1799, David Thompson a marié Charlotte Small (en), alors âgé de 13 ans. Contrairement à plusieurs mariages à la sauvage, ce dernier durera jusqu'à la mort de Thompson, 58 ans plus tard.
La compagnie de la Baie d'Hudson y installa un poste en 1799 par l'entremise de William Linklater. Peter Skene Ogden et Samuel Black (en) de la compagnie du Nord-Ouest les harcelèrent. En 1811, Peter Fidler (en) est obligé d’abandonner le site, les Nor'westers l'incendièrent. La compagnie de la Baie d'Hudson installa un nouveau poste sur le lac à une nouvelle localisation. Il le fortifie d'une palissade en 1817 ou 1818. Les deux compagnies ont fusionné en 1821. En 1980, l'entrepôt de la Baie d'Hudson était toujours existant. La plupart des postes étaient proches de l'actuelle ville d'Île-à-la-Crosse, mais la compagnie XY ou du Nord-Ouest semble avoir ouvert un poste à l'embouchure de la rivière Castor,.